# Oberer Spiegeltaler Teich

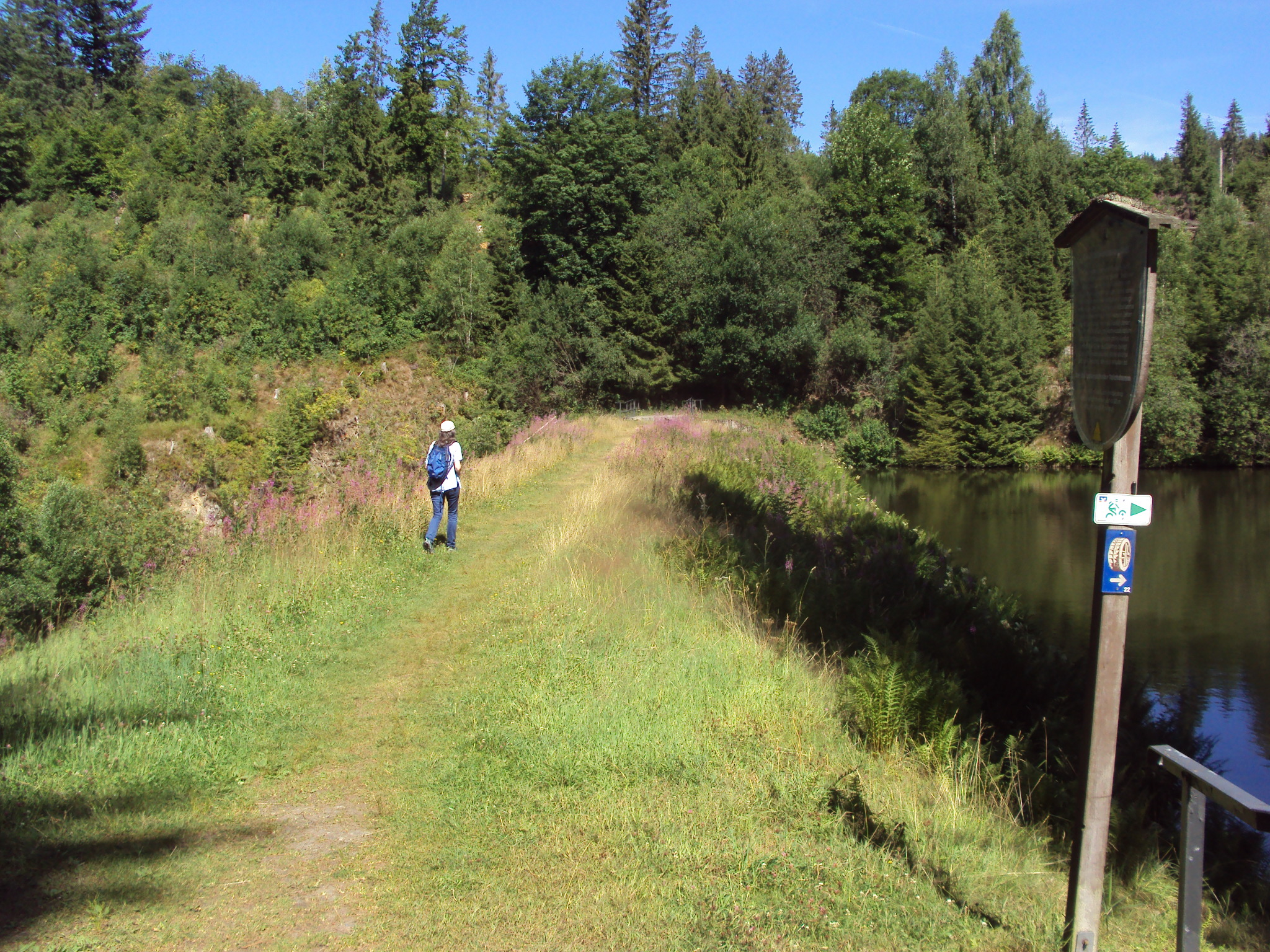
Oberer Spiegeltaler Teich, Dammbauwerk

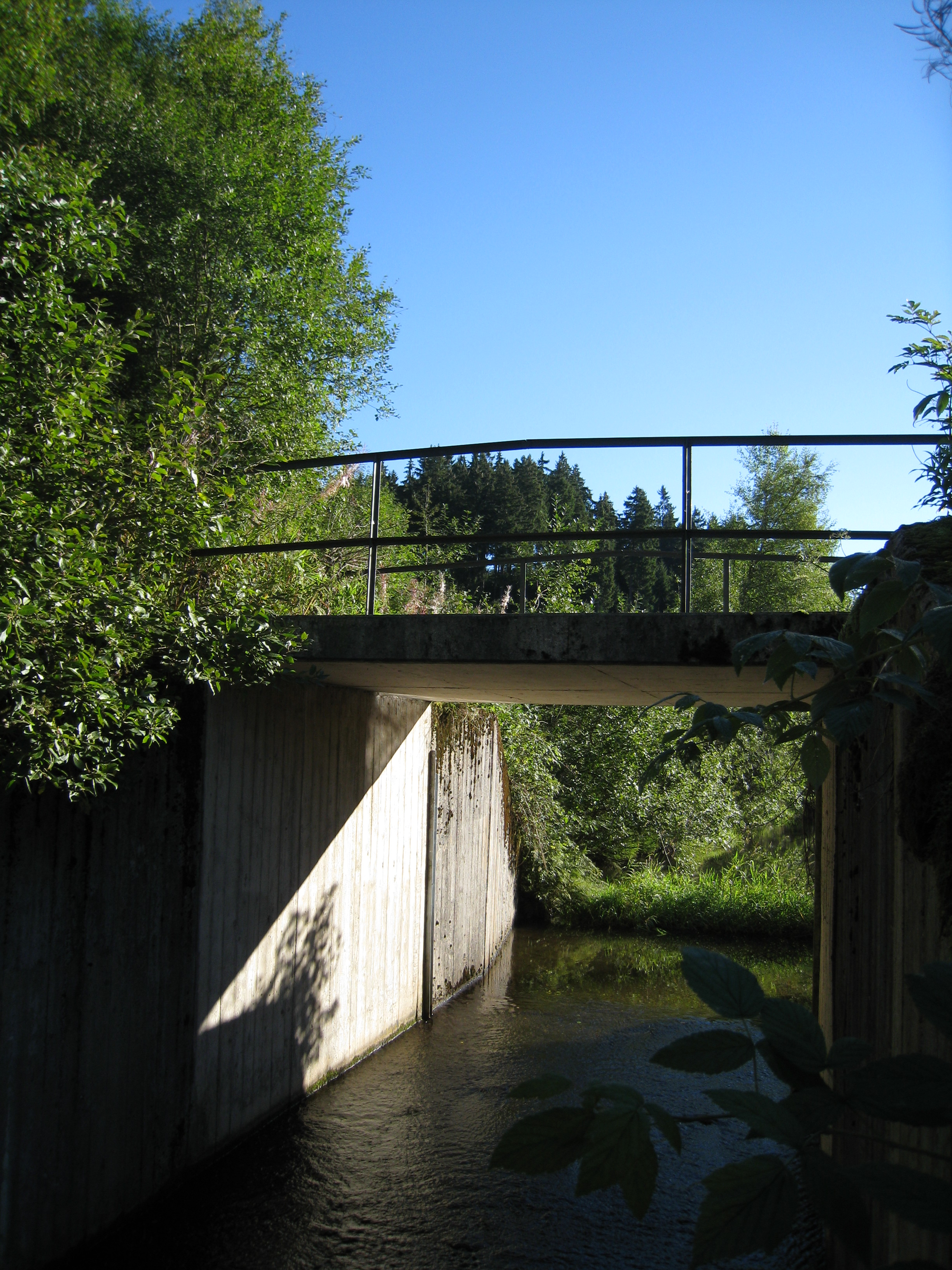
Oberer Spiegeltaler Teich, rechte Ausflut von 1973

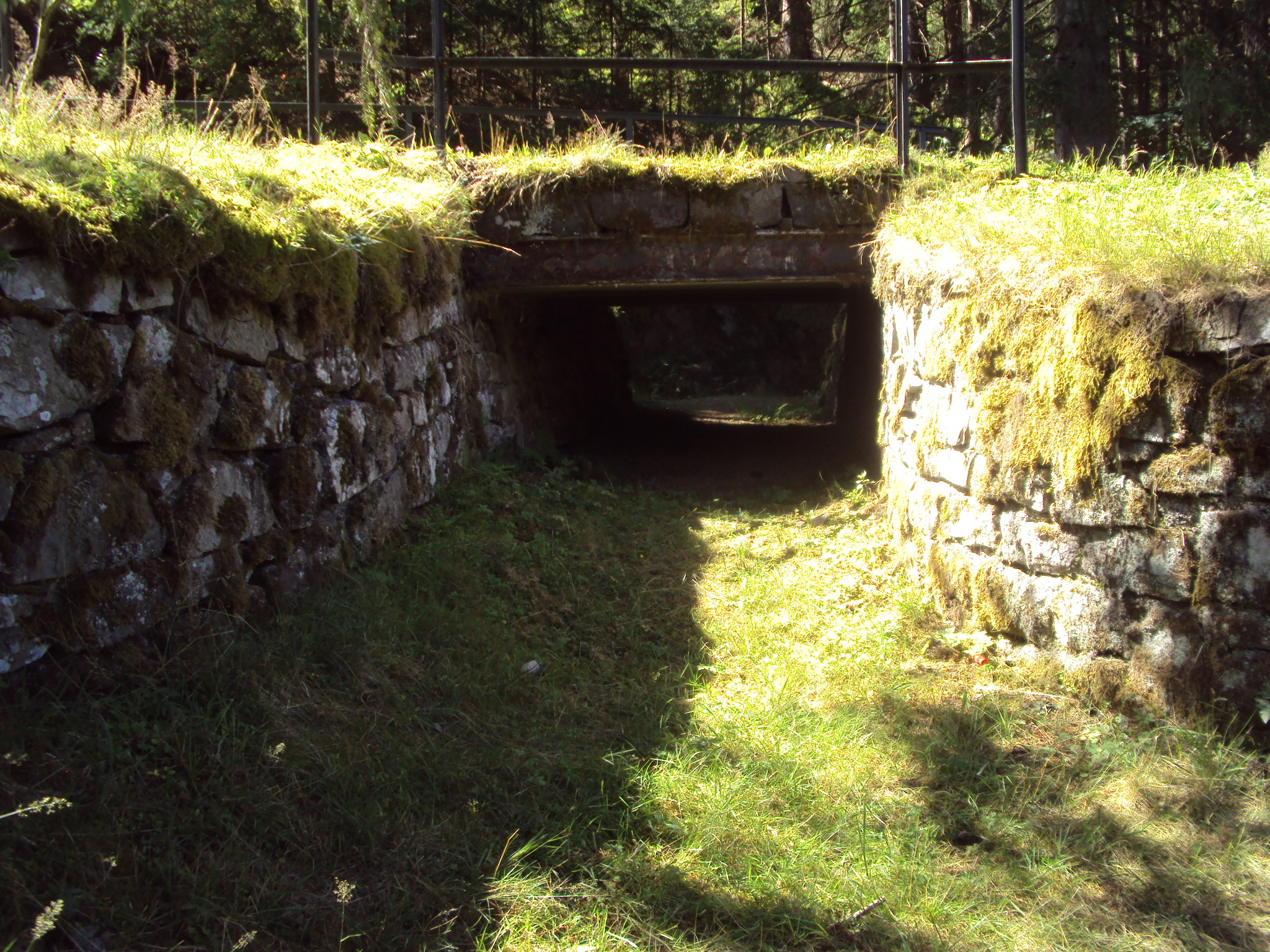
Oberer Spiegeltaler Teich, historische linke Ausflut

Der Obere Spiegeltaler Teich (auch: Oberer Spiegelthaler Teich) ist eine historische Stauanlage bei Clausthal-Zellerfeld. Er wurde im Zusammenhang mit dem Oberharzer Wasserregal von Oberharzer Bergleuten im 17. Jahrhundert angelegt und gehört zu den Oberharzer Teichen. Wie alle Bauwerke des Oberharzer Wasserregals ist auch der Obere Spiegeltaler Teich seit dem Jahr 2010 Bestandteil des UNESCO-Weltkulturerbes Bergwerk Rammelsberg, Altstadt von Goslar und Oberharzer Wasserwirtschaft.

## Lage
Der Teich liegt etwa zwei Kilometer nördlich des Clausthal-Zellerfelder Stadtteils Zellerfeld. Er wird vom Spiegelbach durchflossen, einem indirekten Zufluss der Innerste. Etwa zwei Kilometer nördlich liegt der Ortsteil Bockswiese.
Oberhalb des Teiches liegen im Verlauf des Spiegelbaches der Untere Kellerhalsteich, der Mittlere Kellerhalsteich und der Obere Kellerhalsteich. In den linken Zuflüssen des Spiegelbaches liegen auch noch oberhalb der Stadtweger Teich, der Schröterbacher Teich, der Kiefhölzer Teich sowie der Zankwieser Teich. Unterhalb des Teiches befindet sich im natürlichen Einzugsgebiet der Untere Spiegeltaler Teich. Etwa 15 Kilometer Fließstrecke weiter unterhalb befindet sich die Innerstetalsperre.

## Beschreibung
Der Staudamm wurde als Erdbauwerk, das heißt mit einer Erd- und Felsschüttung, erstellt. Dieses Dammschüttmaterial wurde örtlich gewonnen und ist von überwiegend steiniger Substanz. Die Dichtung besteht aus Rasensoden und verläuft entlang der wasserseitigen Böschung. Es handelt sich um einen Teich der „Alten Bauart“.
Der Teich konnte ursprünglich sein Wasser in den Ernst-August-Graben abgeben, der es Bergwerken bei Wildemann zuführte, wo es als Aufschlagwasser diente.
Ungewöhnlich ist der hochgelegene Grundablass; das Holzgerenne tritt am luftseitigen Dammfuß recht hoch aus und kann daher nicht unter Wasser gehalten werden. Daher musste es zwischenzeitlich durch ein Kunststoffrohr ersetzt werden.
Aufgrund des ungewöhnlich großen Einzugsgebietes verfügt der Obere Spiegeltaler Teich über zwei Hochwasserentlastungsanlagen (Ausfluten), wobei die rechte besonders groß ausgebaut worden ist.

## Bauwerkshistorie
Das Bauwerk muss vor 1673 errichtet worden sein.
1973 wurde zur Abführung des Bemessungshochwassers die rechte (nördliche) Ausflut ganz erheblich erweitert. Man rechnet bei einem Bemessungshochwasser hier mit einem knapp zwei Meter hohen Überlauf. Im Jahr 2002 wurde das stark angefaulte Holzgerenne des Grundablasses mit einem eingeschobenen Kunststoff-Brunnenrohr DN 175 verrohrt. Zu diesem Zeitpunkt war der Teich das letzte Mal vollständig entleert.

## Einzugsgebiet, Wasserwirtschaft
Das natürliche Einzugsgebiet des Teiches ist mit 7,07 km² für die Oberharzer Verhältnisse recht groß. Es wird bei Niedrigwasser erheblich durch den Zellerfelder Kunstgraben beeinflusst, der einen großen Teil der Abflüsse aus dem Gebiet herausleitet. Darüber hinaus leitet der am Südufer verlaufende Spiegeltaler Graben auch bei Hochwasser den Hauptabfluss des Spiegelbaches am Teich vorbei.
Mit Ausnahme der kleinen Siedlung Erbprinzentanne und wenigen Einzelhäusern besteht das Einzugsgebiet ausschließlich aus Wald der Niedersächsischen Landesforsten.
Die sieben Teiche oberhalb im Einzugsgebiet prägen die Abflüsse sehr stark, darüber hinaus werden wegen der hydraulischen Engpässe an der kurz oberhalb gelegenen Untermühle fünf dieser Teiche auf Hochwasserschutz gefahren. Dies bewirkt, dass Hochwässer in der Regel den Oberen Spiegeltaler Teich stark abgeschwächt erreichen.
Der Obere Spiegeltaler Teich wird als „Überlaufteich“ gefahren. Das bedeutet, dass der Grundablass – bis auf wenige regelmäßige Funktionsproben – in der Regel geschlossen und der Teich bis auf das Überlaufniveau gefüllt ist. Zuflüsse verlassen den Teich wieder durch die Ausflut.

## Trivia
2005 fanden Dreharbeiten für den Film 7 Zwerge – Der Wald ist nicht genug am Oberen Spiegeltaler Teich statt.